# (21436) Chaoyichi
(21436) Chaoyichi est un astéroïde de la ceinture principale.

## Description
(21436) Chaoyichi est un astéroïde de la ceinture principale. Il fut découvert le 31 mars 1998 à Socorro (Nouveau-Mexique) par le projet LINEAR. Il présente une orbite caractérisée par un demi-grand axe de 2,19 UA, une excentricité de 0,08 et une inclinaison de 3,7° par rapport à l'écliptique.

## Compléments